# نوربرتشانی
نوربرتشانی (به چکی: Norberčany) یک منطقهٔ مسکونی در جمهوری چک است که در ناحیه اولومووتس واقع شده‌است.
 نوربرتشانی ۲۲٫۳۶ کیلومتر مربع مساحت و ۳۲۵ نفر جمعیت دارد و ۵۴۴ متر بالاتر از سطح دریا واقع شده‌است.